# Roberto Blatt
Roberto Blatt (1948, Montevideo, Uruguay) es un escritor, filósofo, ensayista y traductor uruguayo. 
Estudió Económicas y Antropología en la Universidad Ben Gurión y, posteriormente, en Alemania, recibió una beca de investigación doctoral en Filosofía. Afincado desde 1987 en Madrid, desarrollo su carrera en el mundo de la literatura tanto en labores de producción y edición como escribiendo obras propias. Actualmente cuenta con dos obras publicadas: "Biblia, Corán, Tanaj: Tres lecturas sobre un mismo Dios" e "Historia reciente de la verdad", ambas con la editorial Turner en 2016 y 2018 respectivamente.
Durante las últimas décadas se ha dedicado también a la producción de contenido audiovisual documental.
Desde febrero de 2020 volvió a instalarse en Uruguay y desde marzo de ese año hasta marzo del 2022 se desempeñó como  Director de Instituto Nacional del Cine y del Audiovisual.

## Producción audiovisual
Hasta 2013 ejerció como Director de Contenidos de la productora Chello-Multicanal (actualmente AMC Iberia, parte de AMC Networks International). En este puesto dirigió la política de adquisiciones, las parrillas de programación así como las producciones locales y coproducciones internacionales de múltiples canales temáticos.
Dentro de MultiCANAL, en abril de 1996 diseñó y lanzó Odisea, que bajo su dirección editorial, fue durante diez años líder del género en España y Portugal. En 1997 diseñó y lanzó junto a Michael Katz Canal Historia en España y poco después en Portugal. 
Ha sido responsable de producción de numerosos contenidos documentales , entre ellos 'Los olvidados de los olvidados', película documental que recibió cinco nominaciones a los premios Goya en 2012.
Como miembro de la European Documentary Network (EDN) actuó en múltiples foros de presentación y desarrollo de documentales para diferentes compañías como Commissioning Editor.
Actualmente se encuentra desarrollando una serie documental y un proyecto de ficción.

## Producción literaria
Desde su radicación en Madrid en 1987 ha colaborado con: El País, El Mundo, Suplemento de Culturas D-16, Letra Internacional, Revista de Occidente, El Sol, El Independiente, Lápiz, y otras publicaciones.
Tradujo del alemán de “Para una crítica de la violencia-Ilustraciones IV” de Walter Benjamín, en una edición de Taurus publicada en 1991.
Fue asesor editorial de ensayo para Mario Muchnik en “Anaya & Mario Muchnik”, en 1992. 
Su primer libro, "Biblia, Corán, Tanaj: Tres lecturas sobre un mismo Dios", fue publicado en octubre de 2016 por la editorial Turner. Trata los tres grandes monoteísmos abrahámicos desde diferentes puntos de vista, ahondando en lo que los diferencia y los une. Plantea que ante el colapso de las grandes ideologías en el siglo XX, y la emergencia de nuevos fundamentalismos religiosos, necesitamos pistas sobre la crisis global de nuestra civilización. Para detectarlas se requiere un repaso de la tradición bíblica en sus tres corrientes, la cristiana, la islámica y la judía, que de paso han incorporado el pensamiento griego clásico y provocado el surgimiento del pensamiento laico. Es el propósito de este libro comparar sus diversos enfoques e interacciones respecto a cuatro ejes: la relación con la fuente común que es el Antiguo Testamento, la manera de interpretar esos textos sagrados, sus respectivas definiciones de la historia, y por fin sus diversas utopías de justicia y buen gobierno. 

En 2018 la editorial Turner publicó su segundo libro con el título "Historia reciente de la verdad". En él, pone en entredicho la muralla que separa la ficción y la verdad y plantea cómo esta segunda se ha convertido en un valor de mercado. Paralelamente, el desencanto que nos produce esto nos lleva a refugiarnos en pequeñas comunidades cerradas que nos alejan aún más de esta. En la contratapa del libro podemos leer:
"Hubo un momento en el que la verdad se escribía con mayúscula. Ha sido referente de la religión, la Ilustración, el imperialismo, el positivismo, el periodismo..., hasta de la publicidad. En contraste con aquella aspiración a una verdad objetiva y universal basada en algún tipo de evidencia, ahora nos conformamos con opiniones, sobre todo la propia. Elegimos lo que queremos saber: acudimos a unas páginas determinadas, unos grupos en Whatsapp y unas cuentas de Twitter donde la verdad “me gusta”. Hemos creado trincheras personales, burbujas virtuales de realidad."
Actualmente colabora con Letra Internacional y con la revista de cultura uruguaya "Relaciones", donde escribió la columna de siete entregas "Estado de la utopía".